# Pirgasta grmuša
Pirgasta grmuša (Sylvia nisoria) je tipična grmuša koja se gnezdi širom umerene zone regiona centralne i istočne Evrope i zapadne i centralne Azije. Ova ptica pevačica je strogo migratorna vrsta i zimuje u tropskom regionu Afrike.
Ovo je najveća grmuša,sa 15,5–17 cm dužine tela i teži između 22–36 g, pretežno sivo obojena odozgo i beličastim donjom stranom tela. Odrasli mužjaci su tamno sivo obojeni sa gornje strane tela sa belim vrhovima pokrovnih pera krila i repa, dok su sa donje strane tela jako isprugani. Ženke su jako slične mužjacima ali su neznatno svetlije sa svetlijim prugicama. Mlade ptice su braon-sivo isprugane sa gornje strane, svetlije sa donje strane sa malo prugastih šara i malo karaktera po kome bi se odredile, pa se mogu pomešati sa baštenskom grmušom (Sylvia borin) od kojih su tek neznato veće. Kod odraslih ptica je iris jarko žuto obojen, tamniji kod mladih ptica. Kljun je crnkasto obojen sa svetlijom bazom, dok su noge tamnije braon-sivo obojene.

## Taksonomija
U okviru roda Sylvia vrsta je jako prepoznatljiva; isprugana donja strana tela se sreće samo još kod kiparske grmuše (Sylvia melanothorax) kod koje je ispruganost crne boje, ali se habitus ptice jako razlikuje od pirgaste grmuše pa je zamena ovih dveju vrsta nemoguća. Pirgasta grmuša predstavlja staru evolutivnu liniju grmuša i pretpostavlja se da nema nekog preterano bliskog srodnika među današnjim predstavnicima ostalih grmuša.
Postoje dve podvrste pirgaste grmuše. Nominalna ili osnovna Sylvia nisoria nisoria se sreće u većini delova arela rasprostranjenja vrste, dok se druga podvrsta, Sylvia nisoria merzbacheri javlja u istočnom delu areala rasprostranjenja u centralnoj Aziji. Potonja je nešto svetlija i ima manje izraženu ispruganost u odnosu na nominalnu podvrstu, s tim da se u zomana susreta ovih podvrsta javljaju oblici koji su prelazni između ovih dveju podvrsta. Neki ih autori smatraju sinonimima.
Ime roda potiče od modernog latinskog jezika i reči silvia, što znači „šumski vilenjak”, nastalog od reči silva koja označava šumu. Specijski deo imena nisoria je poreklom iz srednjevekovnog latinskog jezika koji označava kopca (Accipiter nisus), koji je takođe isprugan kao i grmuša.

## Ekologija
Pigrasta grmuša je ptica otvorenih staništa sa žbunovima gde pravi svoja gnezda, staništima koja su jako slična onima koja preferira rusi svračak, (Lanius collurio). Gnezdo pravi nisko u žbunovima ili kupinjacima gde polaže od 3 do 7 jaja. Kao i većina grmuša, ova se predominantno hrani insektima ali takođe u ishrani koristi razno bobičavo voće ili trulo voće pred kraj leta i početkom jeseni. Njena pesma se može opisati kao prijatno čavrljanje, slično pesmi baštenske grmuše sa mnogo čistih nota, tvrđeg zvuka i manje melodično. Pesma takođe podseća na pesmu obične grmuše (Sylvia communis).

## Pojavljivanje
Procenjena veličina populacije ovih ptica u Evropi je oko 460.000 parova. Primećuje se populacioni pad u određenim delovima, pogotovo na zapadu areala rasprostranjenja u Danskoj (gde je nestala kao gnezdarica) i Nemačkoj (zbog gubitka staništa intenzivnom poljoprivredom), dok se mali populacioni rast može uočiti u Ukrajini i južnoj Finskoj. Dalje na istoku i jugu se populacije smatraju stabilnim.
U Srbiji se ova vrsta sreće širom zemlje, s tim da ih je zbog pogodnih staništa mnogo više u regionu Centralne Srbije, u istočnoj Srbiji, nego u Vojvodini.

## Galerija
- Jaje kukavice (Cuculus canorus canorus) i jaja pirgaste grmuše (Sylvia nisoria)

## Literatura
- Jobling, James A (2010). The Helm Dictionary of Scientific Bird Names. London: Christopher Helm. стр. 272,376. ISBN 978-1-4081-2501-4.
- Snow, D. W.; Perrins, C. M. (1998). The Birds of the Western Palearctic (Concise изд.). Oxford: Oxford University Press. ISBN 978-0-19-854099-1. hdl:11245/1.132115. Непознати параметар |name-list-style= игнорисан (помоћ)

## Spoljašnje veze
- IUCN redlist - Species details
- BioRaS - informacije na srpskom Архивирано на веб-сајту  (1. мај 2021)
- Mapa rasprostranjena u Srbiji Архивирано на веб-сајту  (27. јун 2021)